# Turakor
Turakor (Musophagidae) är en familj som placeras i den egna ordningen turakofåglar (Musophagiformes) och som förekommer i Afrika söder om Sahara.

## Systematik
Tidigare placerades turakorna i ordningen gökfåglar. DNA-studier visar dock att de skildes åt för relativt länge sen och det är inte heller säkert att de är varandras närmaste släktingar. Istället tyder resultaten från studierna på att turakofåglarna står närmast trappfåglarna (Otidiformes). Dessa är i sin tur systerklad till gökarna.

## Utseende
Dessa fåglar är med en längd på 35–75 centimeter mellanstora och har färgglad fjäderdräkt. Jätteturakon (Corythaeola cristata) som mäter 70–75 centimeter är familjens största medlem. Vingarna är i jämförelse med den övriga kroppen små och betydligt mindre än stjärten. Turakor har tio stjärtfjädrar och en kort och kraftig näbb. Hos en del arter har näbben en sågformad kant.
Turakorna har en tå som kan riktas både framåt och bakåt. Mellan de övriga främre tårna finns en hudflik. När de vistas på marken riktas den vridbara tån åt sidan. I träden riktas tre tår framåt och en bakåt när djuret vilar. När fågeln rör sig i träden är två tår framåtriktade och de andra två bakåtriktade.
Hos de flesta arterna ser hane och hona likadana ut men hos vitbukig tofsturako har hanen en svart näbb och honan en olivgrön näbb. Flera arter har en fjädertofs på huvudet. Huvuddelen av fjäderdräkten är vanligtvis blå- eller grönaktig.

## Ekologi

### Biotop
Turakor lever i trädkronor i skogs- och buskområden. De förekommer främst i närheten av vattenansamlingar, på grund av att turakoernas föda (främst olika frukter) bara växer där. Jätteturako lever i galleriskog på en höjd av 2000 m till 2700 m över havet.

### Föda
Födan är huvudsakligen vegetarisk. De äter bland annat frukt, bär, frön, unga växtskott och i viss mån även insekter. Turakor spelar en viktig roll för många växters förökning då frukternas frön passerar fågelns kropp utan att förändras. Som exempel kan nämnas träden tamarind och sykomorfikon (Ficus sycomorus). Det föråldrade namnet bananätare är missvisande. I fångenskap har de ibland ätit delar av bananfrukten men i naturen undviker de växten.

### Häckning
Beroende på utbredningsområde ruvar de olika arterna under olika tider. De bygger ett bo av kvistar och lägger ett till tre ägg (oftast två). Äggen kan vara vit-, grön- eller blåaktiga. Hos turakorna ruvar bägge könen och de sköter även ungdjurens uppfostran tillsammans. Redan några dagar efter kläckningen böjar ungdjuren att klättra bland trädens grenar. Efter cirka fyra veckor har de en full utbildad fjäderdräkt.

## Släkten inom familjen
Familjen delas idag upp i fem släkten med cirka 23 arter:
- Släkte Corythaeola – jätteturako
- Släkte Crinifer – larmfåglar och tofsturakor, fem arter, inklusive Corythaixoides
- Släkte Gallirex – två arter
- Släkte Menelikornis – två arter, inklusive Ruwenzorornis
- Släkte Tauraco – 13 arter, inklusive Musophaga